# Bernhard Meyer (Mediziner)
Bernhard Meyer (* 9. März 1962 in Augsburg) ist ein deutscher Mediziner und hat seit 2006 den Lehrstuhl für Neurochirurgie der Technischen Universität München inne. Außerdem ist er Direktor der Neurochirurgischen Klinik der Technischen Universität München am Klinikum rechts der Isar.

## Werdegang
Nach dem Medizinstudium in Padua/Italien und an der Universität Erlangen-Nürnberg absolvierte Meyer zunächst Auslandsaufenthalte an der Northwestern University, Chicago und an der State University, Brooklyn, New York. Im Jahr 1989 legte er dann das Staatsexamen ab und promovierte im selben Jahr. Seine Ausbildung zum Neurochirurg absolvierte er in Tübingen, Duisburg und Bonn mit Auslandsaufenthalten in Zürich und Phoenix (Arizona), diese war 1995 beendet. Im Jahr 1999 habilitierte er schließlich ebenfalls in Bonn und erhielt dort 2001 eine Professur für Neurochirurgie. An der Technischen Universität München hat er seit 2006 einen Lehrstuhl inne.

## Auszeichnungen
- 2009 Vorstandsmitglied der Deutschen Akademie für Neurochirurgie
- 2010 Präsident der Wirbelsäulensektion der European Association of Neurosurgical Societies